# Vlimmeren Sport

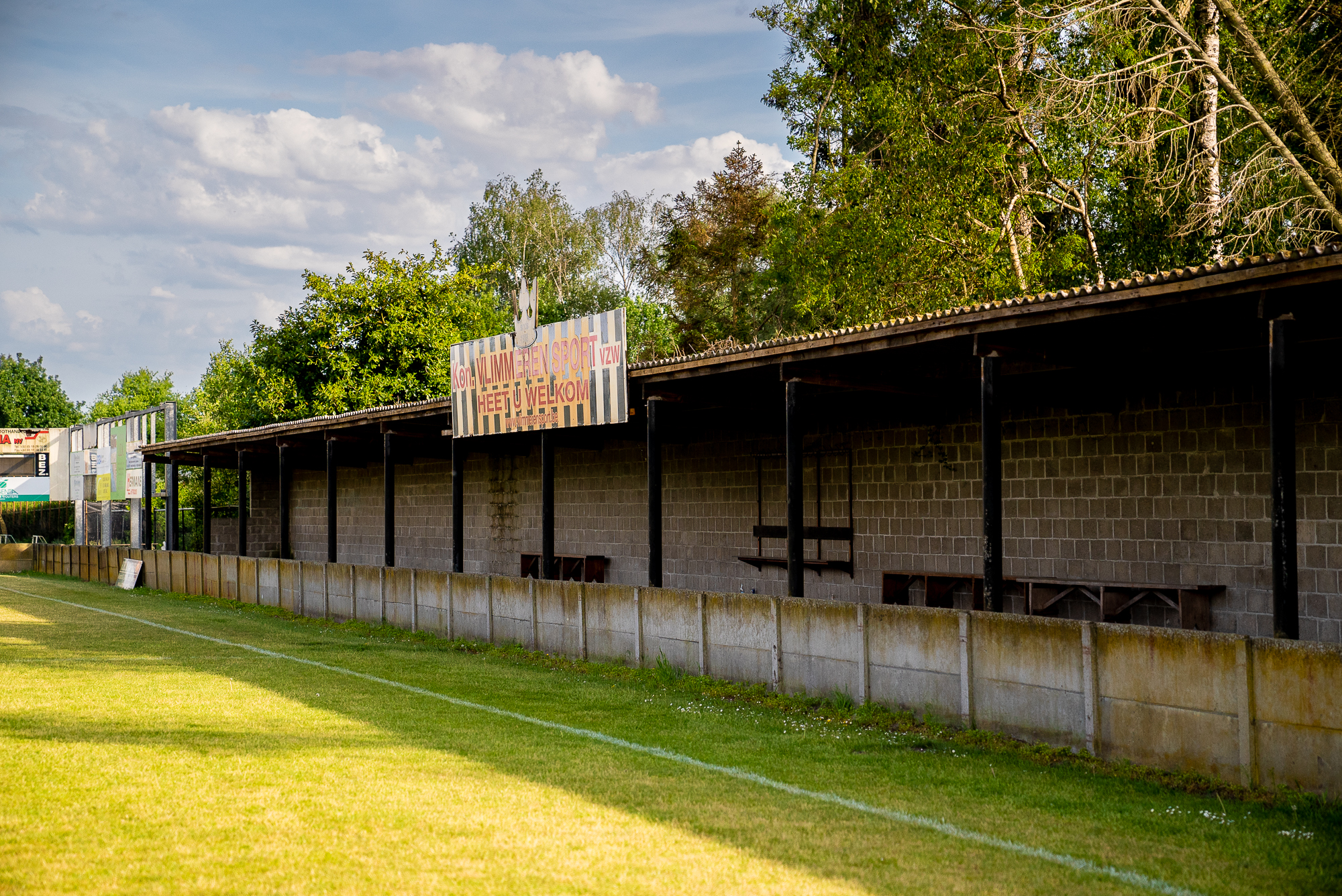
Het Karel Boge Stadion van Vlimmeren Sport.

Vlimmeren Sport is een Belgische voetbalclub uit Vlimmeren. De club is aangesloten bij de KBVB met stamnummer 2646 en heeft wit en zwart als kleuren. De club speelt al heel haar bestaan in de provinciale reeksen. De eerste damesploeg van de club speelde echter meerdere seizoenen in de hoogste klasse van het damesvoetbal in België. De club speelde in het seizoen 24/25 kampioen na een 0-5 overwinning op het veld van Sint-Lenaarts. 

## Geschiedenis
Reeds voor de Eerste Wereldoorlog ontstonden in de gemeente enkele gehuchtploegjes, met name 't Dorp en 't Heiend. Deze ploegjes bleven echter vriendschappelijke wedstrijden spelen. Rond 1926 verdween 't Heiend en verscheidene Vlimmerse spelers gingen voetballen in buurgemeente Wechelderzande, waar de ploegen Victoria en FC De Vrede (stamnummer 1086) speelden. Rond 1930 verdween Victoria al en verschillende jongeren uit Vlimmeren bleven bij De Vrede spelen. In 1938 werd uiteindelijk in eigen dorp een club opgericht, Vlimmeren Sport, dat bij de Belgische Voetbalbond aansloot met stamnummer 2646. Aanvankelijk speelde men in een zwarte trui met witte boord, maar omdat dit te veel leek op de truitjes van de scheidsrechters, koos men later voor witte truitjes. De ploeg ging van start in de gewestelijke reeksen. De volgende jaren verhuisde men meermaals van terrein, en na een tijd kwam er ook jeugdvoetbal.
In 1963/64, bij het 25-jarig bestaan, kende Vlimmeren Sport een goed seizoen. De ploeg draaide heel het seizoen mee bovenin en had aan één puntje bij Dosko op de laatste speeldag genoeg om kampioen te worden. Vlimmeren verloor en greep naast de titel. Door de invoering van Vierde Provinciale mochten in 1971/72 enkel de eerste zes van elke reeks in Derde Provinciale blijven. Vlimmeren werd 13de en zakte naar Vierde Provinciale. In 1979/80 vierde de club de eerste titel uit haar 42-jarige bestaan. Eind jaren 70 en begin jaren 80 kwam kreeg de club een nieuw complex, dat op 25/26 juli 1987 werd ingewijd. Het werd het Karel Bo-Ge stadion genoemd, naar vroegere voorzitter Karel Geerts en zijn voorganger Karel Bollansee.
Later begon de club ook een damesafdeling. De eerste vrouwenploeg slaagde er zelfs even in op te klimmen tot op het allerhoogste niveau.